# Longridge Fell
Longridge Fell är ett berg i Storbritannien.   Det ligger i grevskapet Lancashire och riksdelen England, i den centrala delen av landet, 300 km nordväst om huvudstaden London. Toppen på Longridge Fell är 1 148 meter över havet.
Terrängen runt Longridge Fell är platt söderut, men norrut är den kuperad. Longridge Fell är den högsta punkten i trakten. Runt Longridge Fell är det ganska tätbefolkat, med 93 invånare per kvadratkilometer. Närmaste större samhälle är Preston, 16,9 km sydväst om Longridge Fell. Trakten runt Longridge Fell består i huvudsak av gräsmarker.